# Dit (Literatur)
Der Dit (altfrz. dit „Spruch, Sprucherzählung“ zu lat. dictum „Ausspruch“) ist eine Gattung der mittelalterlichen französischen Dichtung, die ab dem 13. Jahrhundert zunächst als lyrische Kurzform mit moralischem, oft auch satirischem Einschlag entstand, sich dann aber zur Mischform von Vers und Prosa wandelte, die auch dialogisierende Elemente aufnahm. Er ist deshalb nicht immer klar von Débat, Conte – seinerseits formal zwischen Roman und Novelle – und Fabliau zu unterscheiden.
Der Strophenbau des Dit besteht aus Reimpaaren oder Quartetten von Alexandrinern mit einem gemeinsamen Reim. Er entfaltet sein Sujet an einem (moralischen, ernsten oder heiteren) Exempel, an einer Beschreibung von Gegenständen, Berufen, Straßenszenen, Erlebnissen u. a. Alltagsdingen.
Die Themen der Dits finden sich ebenfalls im Alltagsleben, sie behandeln u. a. die Prunksucht der Frauen (Blasme des dames), die Quacksalber (Dit de l’herberie) oder den Niedergang des Klerus durch geldgierige Priester (Dit de sainte Église). Zahlreiche Stoffe aus anonymen Werken fanden durch den Dit den Eingang in die Stoffgeschichte der Literatur, z. B. der Diz dou vrai aniel aus Quellen der arabischen Literatur als Vorbild von Gotthold Ephraim Lessings Ringparabel. Weitere Verfasser sind Rutebeuf, der den Dit zur politischen Propaganda gegen die Staufer benutzte, und Baudoin de Conde, von dem allein 80 Werke erhalten sind, darunter der Dit des trois Morts et des trois Vifs (vor 1280), eine der Stoffgrundlagen des Totentanzes. Aus späterer Zeit sind Werke von Jean Froissart, Guillaume de Machaut (Le livre du Voir dit), Christine de Pizan (Dit de la Rose) und Eustache Deschamps, Jean Bodel und Gautier de Coincy erhalten.

### Allgemeine Darstellungen
- Wolfram Kleist: Die erzählende französische Dit-Literatur in „quatrains alexandrins monorimes“. (Dissertation) Hamburg 1973.
- Monique Léonard: Le „dit“ et sa technique littéraire des origines à 1340. Paris/Genf 1996. ISBN 2-85203-561-8

### Zu MachautsLe livre du Voir dit
- Agnès Baril: Guillaume de Machaut: „Le livre du voir dit“. Commentaire grammatical et philologique des lignes 1 à 4153 (pages 41 à 366). Paris 2001. ISBN 2-7298-0770-5
- Sylvie Bazin-Tacchella/Laurence Hélix/Muriel Ott: „Le livre du Voir Dit“ de Guillaume de Machaut. Neuilly 2001. ISBN 2-912232-31-7
- Paul Imbs: Le Voir-Dit de Guillaume de Machaut. Ètude littéraire. Paris 2001. ISBN 2-7453-0583-2